# Justus von Dohnányi
Justus von Dohnányi (Lubecca, 2 dicembre 1960) è un attore tedesco.

## Biografia
Figlio del direttore d'orchestra tedesco Christoph von Dohnányi . Iniziò la sua carriera cinematografica nel 1999.

## Filmografia parziale

### Cinema
- 007 - Il mondo non basta (The World Is Not Enough), regia di Michael Apted (1999)
- Jakob il bugiardo (Jakob the Liar), regia di Peter Kassovitz (1999)
- The Experiment - Cercasi cavie umane (Das Experiment), regia di Oliver Hirschbiegel (2001)
- Amen., regia di Constantin Costa-Gavras (2002)
- I ragazzi del Reich (Napola - Elite für den Führer), regia di Dennis Gansel (2004)
- La caduta - Gli ultimi giorni di Hitler (Der Untergang), regia di Oliver Hirschbiegel (2004)
- Men In the City (Männerherzen), regia di Simon Verhoeven (2009)
- Lezioni di sogni (Der ganz große Traum), regia di Sebastian Grobler (2011)
- Ludwig II, regia di Marie Noelle e Peter Sehr (2012)
- Monuments Men, regia di George Clooney (2014)
- Aiuto, ho ristretto la prof! (Hilfe, ich hab meine Lehrerin geschrumpft) (2015)
- La donna dello scrittore (Transit), regia di Christian Petzold (2018)
- Quando Hitler rubò il coniglio rosa (Als Hitler das rosa Kaninchen stahl), regia di Caroline Link (2019)
- Lassie, torna a casa (Lassie – Eine abenteuerliche Reise), regia di Hanno Olderdissen (2020)
- La battaglia dimenticata (De Slag om de Schelde), regia di Matthijs van Heijningen Jr. (2020)

### Televisione
- Hindenburg - L'ultimo volo (Hindenburg), regia di Philipp Kadelbach – film TV (2011)
- Charité  – serie TV, 6 episodi (2017)

## Doppiatori italiani
Nelle versioni in italiano delle opere in cui ha recitato, Justus von Dohnányi è stato doppiato da: 
- Massimo Lodolo in La donna dello scrittore
- Paolo Macedonio in Lassie, torna a casa
- Sergio Lucchetti in Aiuto, ho ristretto la prof!